# Kreuzkapelle (Delbrück)

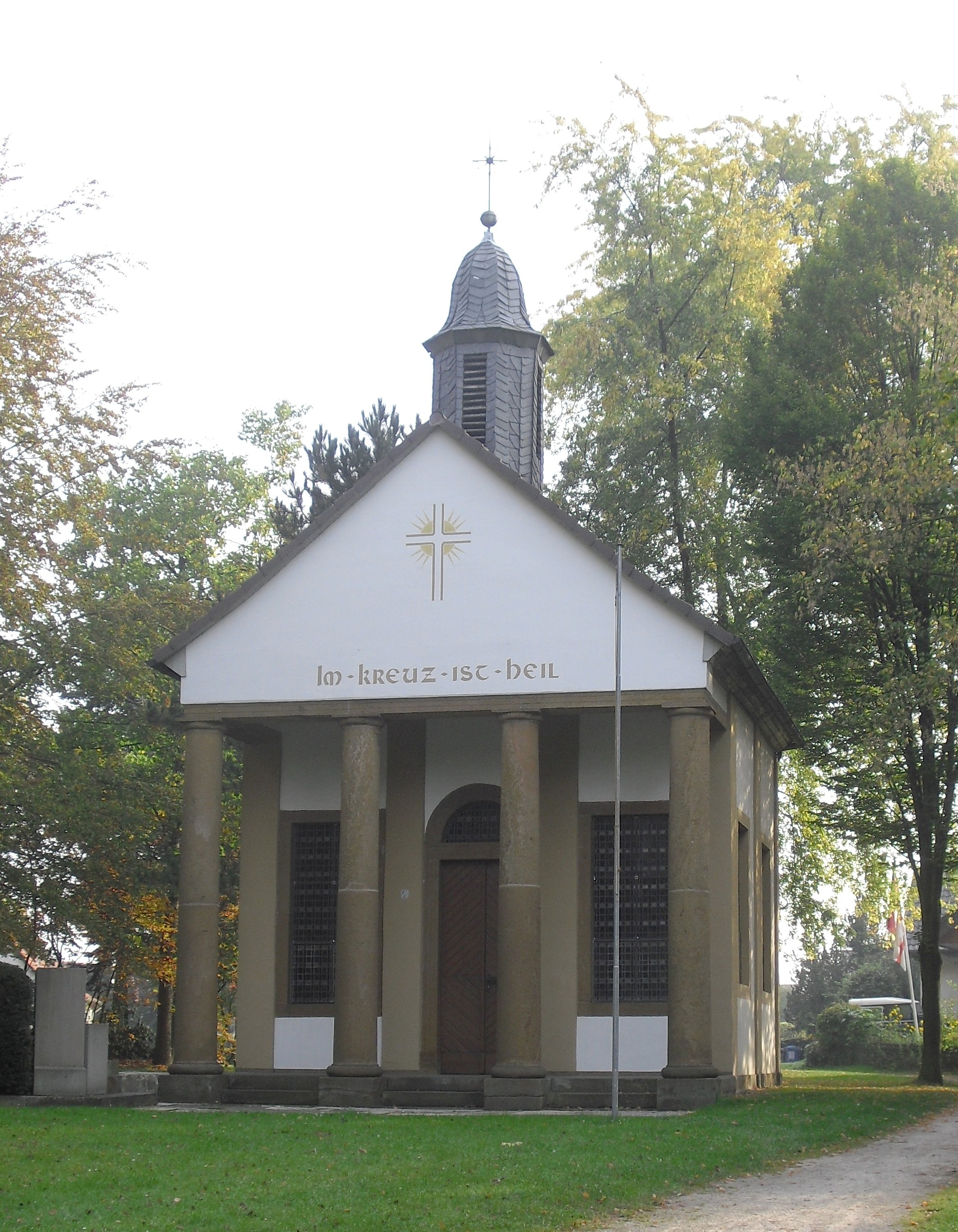
Kreuzkapelle in Delbrück

Die Kreuzkapelle in Delbrück ist der Endpunkt der Delbrücker Kreuztracht an der Ostenländer Straße. Die Kapelle steht unter Denkmalschutz.

## Geschichte
Die Kapelle wurde 1723 im klassizistischen Stil mit einer offenen Vorhalle errichtet. An dem Platz soll bereits im Jahr 1342 eine Kapelle gestanden haben.